# Habrosynilema extranea
Habrosynilema extranea is een vlinder uit de familie van de spinneruilen (Erebidae). De wetenschappelijke naam van deze soort werd voor het eerst voorgesteld als Anaphosia extranea door Hubert Robert Debauche in een publicatie uit 1938.
Deze soort komt voor in Congo-Kinshasa.